# Janusz Rosiak
Janusz Marian Rosiak (ur. 1946 w Łodzi, zm. 16 maja 2024) – polski naukowiec, profesor nauk chemicznych, wykładowca akademicki.

## Życiorys
Urodził się w 1946 roku w Łodzi. W roku 1964 uzyskał z pierwszą lokatą maturę w III LO im. T. Kościuszki w Łodzi. Dyplom magistra inżyniera otrzymał w roku 1969 po ukończeniu studiów na Wydziale Chemicznym PŁ. Odbył roczne asystenckie studia przygotowawcze w Katedrze Chemii Fizycznej Wydziału Chemicznego, a następnie dwa lata pracował w Wolskich Zakładach Przemysłu Barwników w Woli Krzysztoporskiej. W 1972 roku podjął pracę w Międzyresortowym Instytucie Techniki Radiacyjnej PŁ (w Zespole Chemii Radiacyjnej Polimerów) i kontynuuje ją do chwili obecnej. Od 1986 roku kierował pracami Grupy Badawczej Biomateriałów, po habilitacji i uzyskaniu tytułu profesora objął kierownictwo Zespołu Chemii Radiacyjnej Stosowanej MITR PŁ.
Stopień naukowy doktora uzyskał w 1981 roku, a doktora habilitowanego w 1992 roku. W 1997 roku uzyskał tytuł naukowy profesora nauk chemicznych. Odbył długoterminowe staże naukowe w Hahn-Meitner Institut (Berlin Zachodni) oraz w Takasaki Radiation Chemistry Research Establishment (Japonia). Od roku 2002 pracuje w PŁ na stanowisku profesora zwyczajnego.
Jego zainteresowania naukowe skupiały się wokół zagadnień chemii radiacyjnej polimerów, a zwłaszcza wykorzystania promieniowania jonizującego do wytwarzania i modyfikacji biomateriałów. Posiada w swoim dorobku ponad 150 publikacji w czasopismach o cyrkulacji międzynarodowej (indeks Hirscha 35), kilkaset doniesień konferencyjnych, ponad 30 udzielonych patentów polskich i zagranicznych oraz jest głównym twórcą, wdrożonej w Polsce i innych krajach, radiacyjnej technologii wytwarzania opatrunków hydrożelowych (tzw. metoda Rosiaka). Do osiągnięć aplikacyjnych należą opracowane technologie wytwarzania: hydrożelowych systemów do indukcji porodów, hybrydowej trzustki, chitozanowego preparatu jako dodatku diety, dozymetru żelowego do radioterapii, hydrożelowych substytutów dysków kręgowych, powierzchni termoczułych. Do istotnych osiągnięć naukowych należy ponadto opracowanie uniwersalnego równania sieciowania polimerów (wspólnie z prof. A. Charlesby) oraz radiacyjnej metody wytwarzania nanożeli polimerowych (Łódzka Eureka 2006). Jego publikacje cytowane były w literaturze światowej dotychczas ponad 4100 razy, a do najczęściej cytowanych należą prace poświęcone radiacyjnej syntezie hydrożeli oraz kinetyce reakcji rodnikowych.
Wypromował 12 doktorów, z których pierwszy (Piotr Ulański – obecnie profesor zwyczajny) uzyskał nagrodę Prezesa Rady Ministrów RP za najlepszą pracę doktorską w chemii w roku 1996; sześciu z nich zatrudnionych jest na stanowiskach profesorów. Kierował 25 wielomiesięcznymi stażami naukowymi odbywanymi w jego Zespole Badawczym przez stypendystów MAEA i UE. Od roku 1994 kierował pracami stworzonego przez siebie Zespołu Chemii Radiacyjnej Stosowanej MITR, a od roku 2000 – utworzonego w wyniku ogólnopolskiego konkursu, Centrum Doskonałości „Zastosowanie Laserów i Biomateriałów w Medycynie”.
Od roku 1991 działał jako ekspert Międzynarodowej Agencji Energii Atomowej i na jej zlecenie odbył ponad 30 misji technicznych w wielu krajach świata (Indonezji, Malezji, w Chinach, Brazylii, Iranie, Arabii Saudyjskiej, Białorusi, Kazachstanie, Sri Lance, Kubie, Syrii, Egipcie, Algierii) oraz przebywał jako visiting professor w wielu zagranicznych ośrodkach naukowych. Kierował i koordynował realizacją 6 projektów Unii Europejskiej w ramach V, VI i VII Programu Ramowego oraz wieloma projektami współfinansowanymi przez organizacje międzynarodowe (UE, MAEA, NATO). Przewodniczył Komitetom Organizacyjnym 10 Konferencji Międzynarodowej „Ionizing Radiation and Polymers”- IRaP2012 oraz 52 Zjazdu Polskiego Towarzystwa Chemicznego (Łódź, 2009). Był współzałożycielem Fundacji Badań Radiacyjnych, a od roku 2008 pełnił funkcję Przewodniczącego jej Rady.
Nagrodzony m.in. Krzyżem Kawalerskim Orderu Odrodzenia Polski (2013), Złotym Krzyżem Zasługi (2000), Medalem Komisji Edukacji Narodowej (2009), Medalem Marii Skłodowskiej-Curie (PTCh – 2010) oraz Nagrodą Ministra Nauki i Szkolnictwa Wyższego za Całokształt Dorobku (2017).
Został pochowany na Cmentarzu rzymskokatolickim pw. Św. Anny w Łodzi - Zarzew w Łodzi 21 maja 2024.